# Ortrun Wenkel

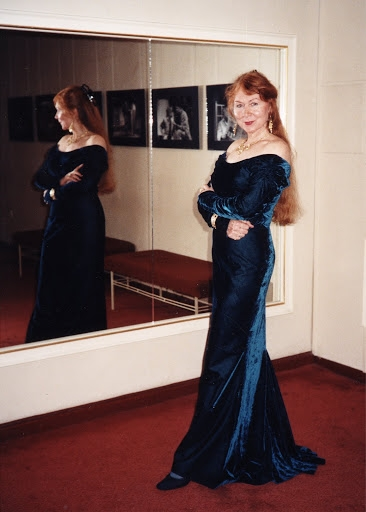
Ortrun Wenkel (2002)

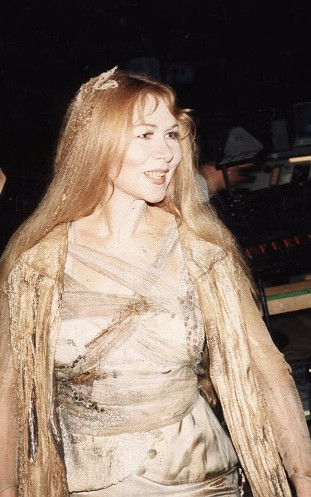
Ortrun Wenkel als „Erda“, Probenpause 1993

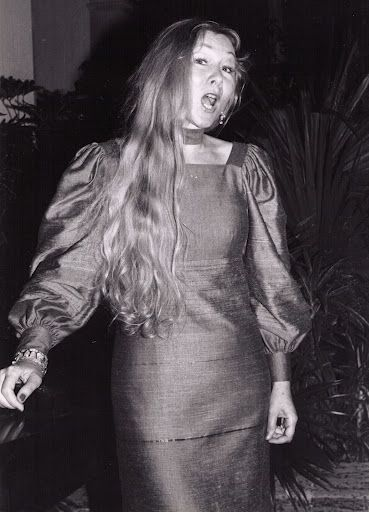
Ortrun Wenkel, Wagnerfestival Miami 1989

Ortrun Wenkel (* 25. Oktober 1942 in Buttstädt, Thüringen) ist eine deutsche Opernsängerin (Alt). Sie gilt seit ihrer Darstellung der Erda im Bayreuther „Jahrhundertring“ (1976–1980) als eine der bedeutendsten Opern- und Konzertsängerinnen des 20. Jahrhunderts in dieser Stimmlage.

## Leben
Ortrun Wenkel studierte zunächst an der Hochschule für Musik Franz Liszt Weimar, wo ihre Stimme als Sopran eingestuft wurde. Nach der Übersiedlung ihrer Familie aus der Deutschen Demokratischen Republik (DDR) in die Bundesrepublik Deutschland setzte sie ihre Studien an der Hochschule für Musik und Darstellende Kunst in Frankfurt am Main in der Meisterklasse Paul Lohmann fort. Während ihres Studiums wurde sie als Konzertsängerin zum English Bach Festival und zum Flandern Festival eingeladen, sowie zu Konzerten in der Salle Pleyel (Paris), der Royal Festival Hall (London), der Tonhalle Zürich und im Wiener Musikvereinssaal. Nachdem sie bereits seit Mitte der 1960er Jahre als Konzert- und Oratoriensängerin zur internationalen Sängerelite zählte und in den bedeutendsten Konzerthäusern der Welt auftrat, trat 1969 der Heidelberger Intendant Peter Stoltzenberg an sie heran mit dem Angebot, die Titelpartie in Glucks Orpheus zu übernehmen, wobei er diese Oper nur bei ihrer Zusage auf den Spielplan setzen würde. So debütierte Ortrun Wenkel 1971 am Stadttheater Heidelberg als Opernsängerin. Im für sie neuen Opernfach ließ sie sich in einem Zusatzstudium bei Elsa Cavelti ausbilden. Am Stadttheater Heidelberg sang sie als Gast u. a. im Stimmumfang so verschiedene Partien wie Octavian (Der Rosenkavalier), Azucena (Il Trovatore) und Penelope (Die Heimkehr des Odysseus in der deutschen Fassung von Götz Friedrich). 1974 kam ein entscheidender Wendepunkt ihrer Karriere, als sie während der Schwetzinger Festspiele Wolfgang Sawallisch kennenlernte und von ihm zu einem Vorsingen nach München an die Staatsoper eingeladen wurde. 1975 wurde sie Ensemblemitglied der Bayerischen Staatsoper München und debütierte als Erda und als Waltraute in Günther Rennerts Neuinszenierung von Richard Wagners Ring des Nibelungen. Dadurch wurde Wolfgang Wagner auf sie aufmerksam und verpflichtete sie als Erda und als Erste Norn für die Neuinszenierung des Ring des Nibelungen zu den Bayreuther Festspielen 1976 („Jahrhundertring“ unter der Regie von Patrice Chéreau und der musikalischen Leitung von Pierre Boulez). Für die Darstellung der Erda in Das Rheingold und Siegfried sowie der Ersten Norn in der Götterdämmerung wurde sie 1982 als „Principal Soloist“ mit dem Grammy Award ausgezeichnet. Neben dem klassisch-romantischen Opern-, Oratorien- und Liedrepertoire war Ortrun Wenkel eine bedeutende Interpretin von Werken zeitgenössischer Musik und arbeitete mit Komponisten wie Hans Werner Henze, Krzysztof Penderecki, Giselher Klebe, Aribert Reimann und Gerd Kühr zusammen. Für sie schrieb Hans Werner Henze seine Neufassung von Richard Wagners Wesendonck-Liedern für Altstimme und Kammerorchester, bei deren Uraufführung im WDR Köln 1977 sie unter der Leitung des Komponisten den Solopart sang.
Ortrun Wenkel trat in den bedeutendsten Opernhäusern der Welt auf (u. a. in der Deutschen Oper Berlin, der Opéra Garnier Paris, in der Mailänder Scala, der Royal Opera London sowie u. a. in den Opernhäusern in München, Zürich, Genf, Lissabon, Rom, Venedig, Prag und Buenos Aires). Zu den Opernregisseuren, mit denen sie Neuinszenierungen arbeitete, zählen Jean-Pierre Ponnelle, Filippo Sanjust, Patrice Chéreau, August Everding, Wolfgang Wagner, Götz Friedrich, Günter Krämer, Herbert Wernicke, Gian Carlo Menotti, Jean-Claude Riber, Daniel Mesguich, Karel Němec, Florian Malte Leibrecht, Moshe Leiser und Patrice Caurier, Eike Gramss, Immo Karaman, Klaus Dieter Kirst, Judith Galgoczy, Gianfranco De Bosio, Jean-Louis Martinoty, Günther Rennert, András Mikó, Ladislav Štros, Hebert Bliss, Hubertus Moeller, Sandra Leupold, Nicolas Joel, Benedikt von Peter sowie Calixto Bieito. In ihrer internationalen Konzerttätigkeit trat sie wiederholt in der Berliner Philharmonie, im Concertgebouw Amsterdam, im Wiener Musikvereinssaal, bei der Accademia di Santa Cecilia in Rom, im Palau de la Música Madrid, im Kennedy-Center Washington und in der Carnegie Hall (New York) auf. Außerdem wirkte sie in den 1980er und 1990er Jahren wiederholt im Fernsehen in den von Marcel Prawy moderierten Sendungen Gute Laune mit Musik und Ihre Melodie mit. Ortrun Wenkel ist seit ihrem Konzertdebüt 1964 ununterbrochen sängerisch tätig und arbeitete u. a. mit Dirigenten wie Pierre Boulez, Bernard Haitink, Riccardo Chailly, Michael Gielen, Riccardo Muti, Christoph von Dohnányi, Erich Leinsdorf, Václav Neumann, Colin Davis, Seiji Ozawa, Giuseppe Sinopoli, Christoph Eschenbach, Ulf Schirmer, Gerd Albrecht, Klaus Tennstedt, Wolfgang Sawallisch, Nikolaus Harnoncourt, John Eliot Gardiner, James Conlon, Rafael Kubelík, Kurt Redel, Marek Janowski, Michael Hofstetter, Spiros Argiris, Gabriel Chmura sowie mit der Dirigentin Eve Queler zusammen. In den letzten Jahren sang sie als vielbeachtete Rollendebüts am Opernhaus Graz Fricka, Waltraute und Erste Norn in der Neuinszenierung von Wagners Ring des Nibelungen (2000/2001), Klytämnestra (Richard Strauss, Elektra) beim Budapester Frühlingsfestival, 1999 beim Steirischen Herbst die Rolle der Magda Schneider in der Uraufführung von Gerd Kührs Tod und Teufel (Libretto: Peter Turrini) unter dem Dirigat von Ulf Schirmer, 2002/2003 die Titelpartie in Bernarda Albas Haus von Aribert Reimann in der schweizerischen Erstaufführung am Opernhaus Bern, in der Spielzeit 2009/10 die Partie der Gräfin in Pique Dame (Tschaikowsky) am Theater Kiel sowie 2012 am Saarländischen Staatstheater Saarbrücken die Partie der Filipjewna in Eugen Onegin (Tschaikowsky). Ortrun Wenkel ist darüber hinaus eine bedeutende Lied-Interpretin und gab weltweit Liederabende mit Pianisten wie Geoffrey Parsons, Rudolf Jansen, Phillip Moll, Erik Werba, Peter Koprek, James Pearson, Wilhelm von Grunelius, Cord Garben, Burkhard Schaeffer, Helge Dorsch und Felix-Jany Renz. Ihr Liederabend im ausverkauften Großen Haus der Dresdner Semperoper 1986 wurde als besonderes musikalisches Ereignis in der DDR gefeiert.
Ortrun Wenkel ist seit 1966 mit dem Geologen Peter Rothe verheiratet.

## Kritiken (Auswahl)
- „Das Publikum wurde Zeuge eines Wunders: Einer der schönsten Mezzosoprane der Welt verzauberte mit seiner natürlichen, reich-fließenden Stimme den Raum. Doch nicht nur die Stimme ist unbeschreibbar schön - Frau Wenkels Kunst besteht vielmehr in ihrer reichen Ausdruckskraft, in ihrer überaus nuancenreichen Farbpalette und in ihren unbegrenzten Möglichkeiten.“ (aus der Kritik des ungarischen Musikwissenschaftlers Peter Várnai zur Aufführung der Wesendonck-Lieder von Richard Wagner in der Instrumentierung von Hans Werner Henze mit dem Sinfonieorchester des Südwestfunks Baden-Baden in Budapest, veröffentlicht in der (damals staatlichen) ungarischen Tageszeitung Magyar Hírlap im Januar 1984)

- „Frau Wenkel stellte sich in der Messe von Bach als eine der besten Altistinnen der Welt vor, die gerade in der Interpretation von Bach kaum eine Konkurrenz finden kann. Die Leichtigkeit, mit der ihr mächtiger Alt aus beinahe Tenor-Tiefen bis in Sopran-Höhen überging, konnte fast Neid erwecken.“ [Opus Musicum, Bd. 1, Nr. 8, 1969 über die h-moll-Messe von J. S. Bach in Brünn]

- „Mit Abstand am besten unter den Sängern ist Ortrun Wenkel. Sie steht im Vergleich über allen anderen Partien. Das ist eine großartige Erda, eine echte Altstimme und Mutter Erde, die Schrecken und Befehlsgewalt entfacht.“ (aus der Besprechung von Speight Jenkins in Record World (New York) im September 1981 über die damals neu erschienene Schallplatte von Das Rheingold mit Ortrun Wenkel (Erda), Siegmund Nimsgern (Alberich), Theo Adam (Wotan), Peter Schreier (Loge), Lucia Popp (Woglinde), Yvonne Minton (Fricka) (u. a.) und der Staatskapelle Dresden unter der Leitung von Marek Janowski, aufgenommen 1980 in Dresden)

- „Die Mezzosopranistin Ortrun Wenkel, ein neuer Fixstern am deutschen Sängerhimmel, der auch das Kontra-Alt-Register zur Verfügung steht, sang die fünf Lieder mit überwältigender, dramatischer Spannung. Wenn diese kostbare Stimme den Höhepunkten des Ausdrucks zustrebt, hält man den Atem an.“ (aus der Kritik zur Uraufführung der Neuinstrumentierung von Richard Wagners Wesendonck-Liedern von Hans Werner Henze im WDR Köln unter Leitung des Komponisten mit Ortrun Wenkel als Solistin, veröffentlicht in der Rheinischen Post am 28. März 1977)

- „Mahlers Wehmut, Mahlers Verklärung traf Ortrun Wenkel mit einem Ausdruck, einer Gewandtheit, die sie in die vordere Reihe der Mahler-Interpretinnen von heute einreiht. Mit solchem Adel des Timbres und der Linie, mit solcher Ausgeglichenheit der Register im Technischen und solcher Intelligenz im Vortrag, klug zwischen Piano-Entrückung und aufblühendem Ton das Gleichgewicht findend, wird man die Alt-Sätze dieses sinfonischen Zyklus nicht gerade häufig hören.“ (aus der Kritik von Peter Dannenberg zur Aufführung von Gustav Mahlers Lied von der Erde mit Ortrun Wenkel und den Stuttgarter Philharmonikern unter der Leitung von Hans Zanotelli, Stuttgarter Zeitung, 3. Dezember 1975)

- „Es ist Ortrun Wenkel, die diese fünf großen und schönen Lieder gesungen hat. Eine Stimme von bemerkenswerter Ebenmäßigkeit mit einem Umfang von zwei Oktaven von warmem und dunklem Timbre, welche in jeder Lage dieselben Vorzüge bewahrt, dazu ein ganz natürliches Gefühl für Phrasierung, welche der melodischen Linie dient, ohne jemals eine strahlend klare Aussprache zu beeinträchtigen.“ (aus der Kritik von Pierre Petit zur Aufführung von Gustav Mahlers Kindertotenliedern in Paris mit Ortrun Wenkel und dem Orchestre de Paris unter Leitung von Erich Leinsdorf, veröffentlicht in Le Figaro, Paris, am 14. März 1986)

- „Hoch schlugen die Wogen der Begeisterung zu spätabendlicher Stunde im Liederabend der Altistin Ortrun Wenkel aus der BRD. Die international gefeierte Künstlerin von Konzertsaal und Bühne, die bei der derzeitigen Schallplatteneinspielung des 'Siegfried' mitwirkt, entfachte bei den enthusiasmierten Dresdnern wahre Begeisterungsstürme und weckte reale Vorahnungen auf die bevorstehenden, nun schon traditionellen Liederstunden der Dresdner Musikfestspiele zu vorgerückter Stunde. Ortrun Wenkel besitzt nahezu alle Voraussetzungen einer idealen Sängerpersönlichkeit: beneidenswerte Bühnenerscheinung, klangvolles Material, das noch jugendlich frisch, unverbraucht, überraschend schlank und flexibel ist, dazu eine souveräne Stimmbeherrschung, echte, sensible Musikalität, Temperament, Gestaltungskraft - Herz, was begehrst du mehr? […] Vier Zugaben sprachen für die Resonanz Ortrun Wenkels, von denen die Wolf-Lieder noch neue Akzente zu setzen vermochten.“ (aus der Kritik zu Ortrun Wenkels Liederabend im Großen Haus der Sächsischen Staatstheater Dresden 1982, veröffentlicht in den Sächsischen Neuesten Nachrichten am 2. April 1982, „Begeisterung um Ortrun Wenkel / Liedgestalterin von Format im Großen Haus“)

- „Ortrun Wenkel verfügt über ein beneidenswertes, kostbares Stimmmaterial, das sie klug und diszipliniert einzusetzen weiß. Jugendlich und frisch, biegsam, elastisch, ausgeglichen in allen Lagen, fundiert in der charakteristischen Tiefe, von strahlender Durchschlagskraft in der Höhe, fasziniert wohl besonders das äußerst tragfähige Pianoverhalten, aus dem sie ökonomisch alles Weitere entwickelt. Damit einher geht eine sehr bewusste, verinnerlichte Gestaltungsweise, fernab jeglicher Effekthascherei und Stimmprunkerei, die zwar Erkenntnisse opernhafter Gestaltung sinnvoll mit einbringt, nie aber die Grenzen kammermusikalischen Liedgesanges überschreitet.“ (aus der Kritik zum Liederabend mit Ortrun Wenkel in der Dresdner Semperoper am Weltmusiktag 1986, veröffentlicht in den Sächsischen Neuesten Nachrichten am 8. Oktober 1986)

- „Ortrun Wenkel gibt mit ihrem satten, aparten Alt diesen Gesängen schon vom Timbre her die nötige emotionelle Basis, gestaltet die markanten Rhythmen mit musikantischem 'Drive' und fäbrt Wort und Ton den Anforderungen des jeweiligen Liedes entsprechend, von naiv-traurig bis zu sinnlich-wissend und vor allem mitleidvoll. - Der Wunsch liegt nahe, die Sängerin auch live mit diesen Liedern zu erleben. Konzertagenturen, wünscht sie euch! Unter Draufgabe der optischen Komponente - Ortrun Wenkel hat etwas vom geheimnisumwitterten Wesen der Seejungfrau an sich - ist diese exzellente Liedsängerin ein doppelter Genuß.“ (Dr. Sieglinde Pfabigan, Der neue Merker, zur CD-Veröffentlichung Alexander Zemlinsky, Die Seejungfrau/Sinfonische Gesänge op. 20 mit dem Sinfonieorchester des Südwestfunks unter Leitung von Zoltan Pesko und Vaclav Neumann, Wergo 1993)

- „La contralto seguramente destacó sus intervenciones sobre el resto porque hay en su emision y en las caracteristicas propias de su voz esmaltada, cualidades especiales que distinguen su trabajo por encima de un conjunto.“ [La Prensa, 12. August 1970, Buenos Aires, über die Missa solemnis von Ludwig van Beethoven am Teatro Colón]

- „Elle s’avance, blonde, belle, grande, avec le sourire tendre et persuasif qu'ont parfois les madones aux fresques des murs. […] Et puis, elle chante. Sa voix n’a rien d’hasardeuse, on sent, alors qu’elle festonne les paroles du lied, qu’elle pourrait aussi bien chuchoter l’impalpable. Son timbre, fait de péripéties, d’amour, de contrariétés semble mouvant comme la mélodie, avant qu’il n’évoque un disque flamboyant qui monte comme un soleil.“ („Une héroine pour Mahler“; Florence Mothe in „Sud-Ouest“ über die Aufführung von Gustav Mahlers Lied von der Erde mit Ortrun Wenkel, Peter Hofmann und dem Orchestre national Bordeaux Aquitaine, 16. März 1979)

## Diskografie (Auswahl)
- Vivaldi: Psaume 126 „Nisi Dominus“, Carissimi: Canzone „No, non si speri“, Caldara: Air de Cantate „Mirti, faggi, tronchi“, Monteverdi: Lamento d’Arianna; Ortrun Wenkel, Orchestre PRO ARTE München, Dirigent: Kurt Redel (LP 1975, Arion, Paris 1976/1979)
- J. S. Bach: Matthäus-Passion, BWV 244; Evangelische Jugendkantorei der Pfalz, Heidelberger Kammerorchester, Dirigent: Heinz Markus Göttsche (1976 LP Da Camera Magna, 1997 CD Bayer Records)
- Gustav Mahler: Symphonie Nr. 3 d-moll; London Philharmonic Orchestra, Dirigent: Klaus Tennstedt (EMI Records 1980)
- Krzysztof Penderecki: Te Deum; Chor des NDR, RIAS-Kammerchor, Radio-Symphonie-Orchester Berlin, Dirigent: Krzysztof Penderecki (1981, Sender Freies Berlin, LP und Fernseh-Live-Aufzeichnung)
- Antonín Dvořák: Stabat Mater; Tschechischer Philharmonischer Chor, Tschechische Philharmonie, Dirigent: Wolfgang Sawallisch (1982, Supraphon, 1994 CD Ariola Eurodisc)
- Dmitri Shostakovich: Sechs Gedichte von Marina Tsvetaeva op. 143 a, Ortrun Wenkel, Concertgebouw Orchester Amsterdam, Dirigent: Bernard Haitink; mit: Dmitri Shostakovich, Symphonie Nr. 14 / Julia Varady, Dietrich Fischer-Dieskau / (1986, Decca)
- Dmitri Shostakovich: Aus jüdischer Volkspoesie op. 79, Elisabeth Söderström, Ortrun Wenkel, Ryszard Karczykowsky, Concertgebouw Orchester Amsterdam, Dirigent: Bernard Haitink; mit: Dmitri Shostakovich, Symphonie Nr. 15 / (1986, Decca)
- Franz Schreker: Fünf Gesänge für tiefe Stimme; Radio-Symphonie-Orchester Berlin, Dirigent: Karl-Anton Rickenbacher (1986, Koch Records)
- Wolfgang Amadeus Mozart: Requiem; Concentus musicus Wien, Dirigent: Nikolaus Harnoncourt (1982 Hörcassette, 1991 CD Teldec, Deutscher Schallplattenpreis; DVD 2006, TDK [mit Johann Sebastian Bach, Kantate BWV 161 „Komm, du süße Todesstunde“])
- Alexander Zemlinsky: Sinfonische Gesänge für eine mittlere Stimme und Orchester op. 20 (1929); Ortrun Wenkel, Sinfonieorchester des SWF, Dirigent: Vaclav Neumann (SWF Baden-Baden 1984, CD bei WERGO 1993)
- Gustav Mahler: Symphonie Nr. 8; Frankfurter Museumsorchester, Dirigent: Michael Gielen (LP 1981 / CD 1992 Sony, Fernseh-Live-Aufzeichnung zur Wiedereröffnung der Alten Oper Frankfurt durch den Hessischen Rundfunk 1981)
- Johann Sebastian Bach: Kantaten BWV 137 & 21; Arleen Augér, Ortrun Wenkel, Peter Schreier, Siegfried Lorenz, Thomanerchor und Neues Bachisches Kollegium Leipzig, Dirigent: Hans-Joachim Rotzsch (1982, Eterna / 1994, Berlin Classics)
- Johann Sebastian Bach: Kantaten BWV 110, 40 & 71; Arleen Augér, Ortrun Wenkel, Peter Schreier, Siegfried Lorenz, Thomanerchor und Neues Bachisches Kollegium Leipzig, Dirigent: Hans-Joachim Rotzsch (1982, Eterna / 1994, Berlin Classics)
- Johann Sebastian Bach: Kantate BWV 172; Ortrun Wenkel, Peter Schreier, Thomanerchor und Neues Bachisches Kollegium Leipzig, Dirigent: Hans-Joachim Rotzsch (1982, Eterna / 1994, Berlin Classics)
- Johann Sebastian Bach: Kantaten BWV 137, 79 & 80; Arleen Augér, Ortrun Wenkel, Peter Schreier, Theo Adam, Thomanerchor und Neues Bachisches Kollegium Leipzig, Dirigent: Hans-Joachim Rotzsch (1982, Eterna / 1994, Berlin Classics)
- Johann Sebastian Bach: Osterkantaten BWV 4, 132 & 31; Helga Termer, Ortrun Wenkel, Peter Schreier, Eberhard Büchner, Hermann Christian Polster, Thomanerchor und Gewandhausorchester Leipzig, Dirigent: Hans-Joachim Rotzsch (1982, Eterna / 1994, Berlin Classics)
- Richard Wagner: Der Ring des Nibelungen; Dresdner Staatskapelle, Dirigent: Marek Janowski (1982 LP, Eterna / 1983 LP Ariola-Eurodisc / 1995 CD, RCA / 2012 CD, RCA)
- Richard Wagner: Der Ring des Nibelungen (Boulez/Chereau-Ring); (1980 LP Philips / 2005 DVD Deutsche Grammophon)
- Richard Strauss: Daphne; Lucia Popp, Reiner Goldberg, Peter Schreier, Ortrun Wenkel, Kurt Moll; Chor und Symphonieorchester des Bayerischen Rundfunks, Dirigent: Bernard Haitink (1983 LP, 2011 CD EMI Classics)